# Polinia

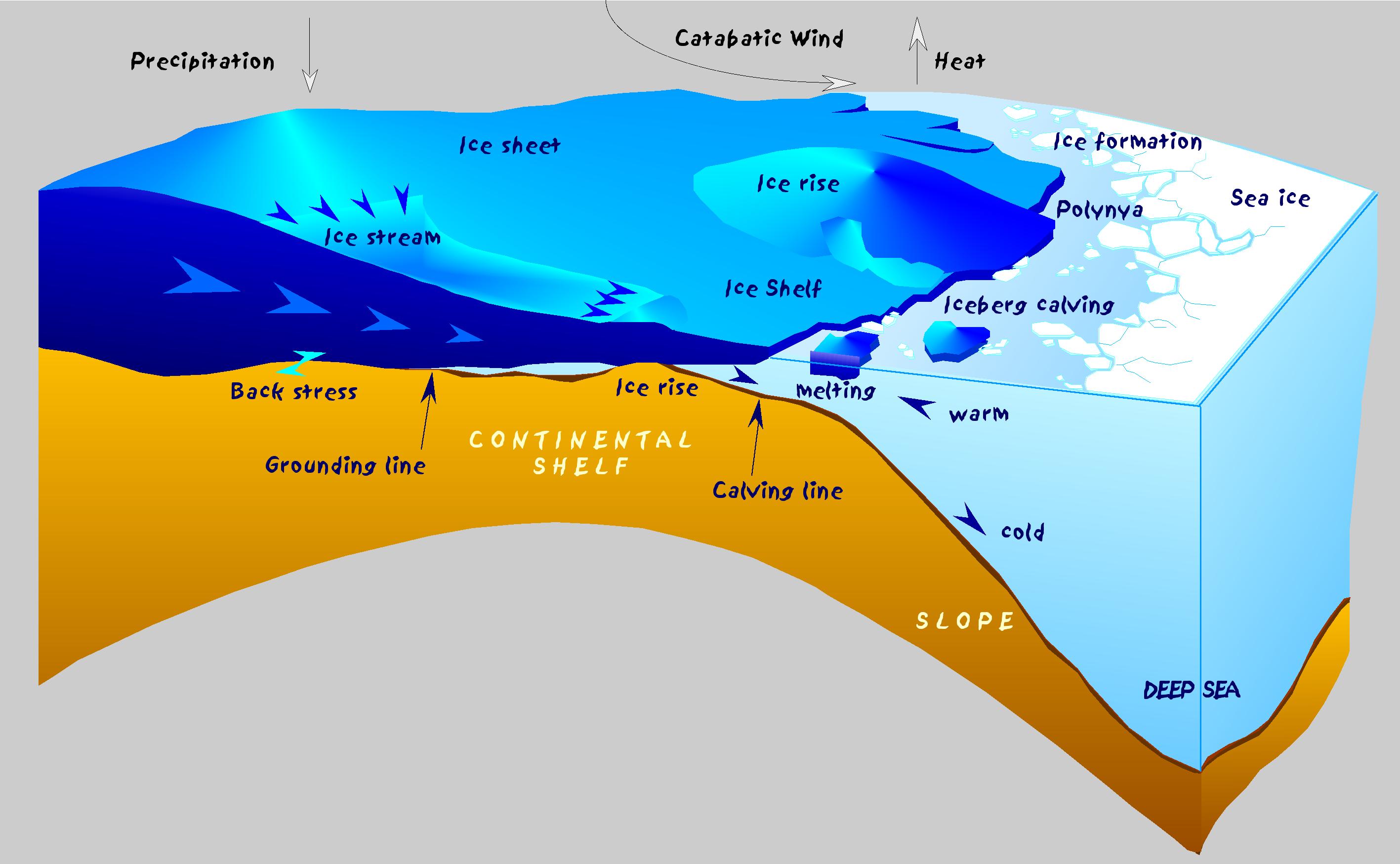
Formazione di polinie costiere antartiche per effetto del vento catabatico.

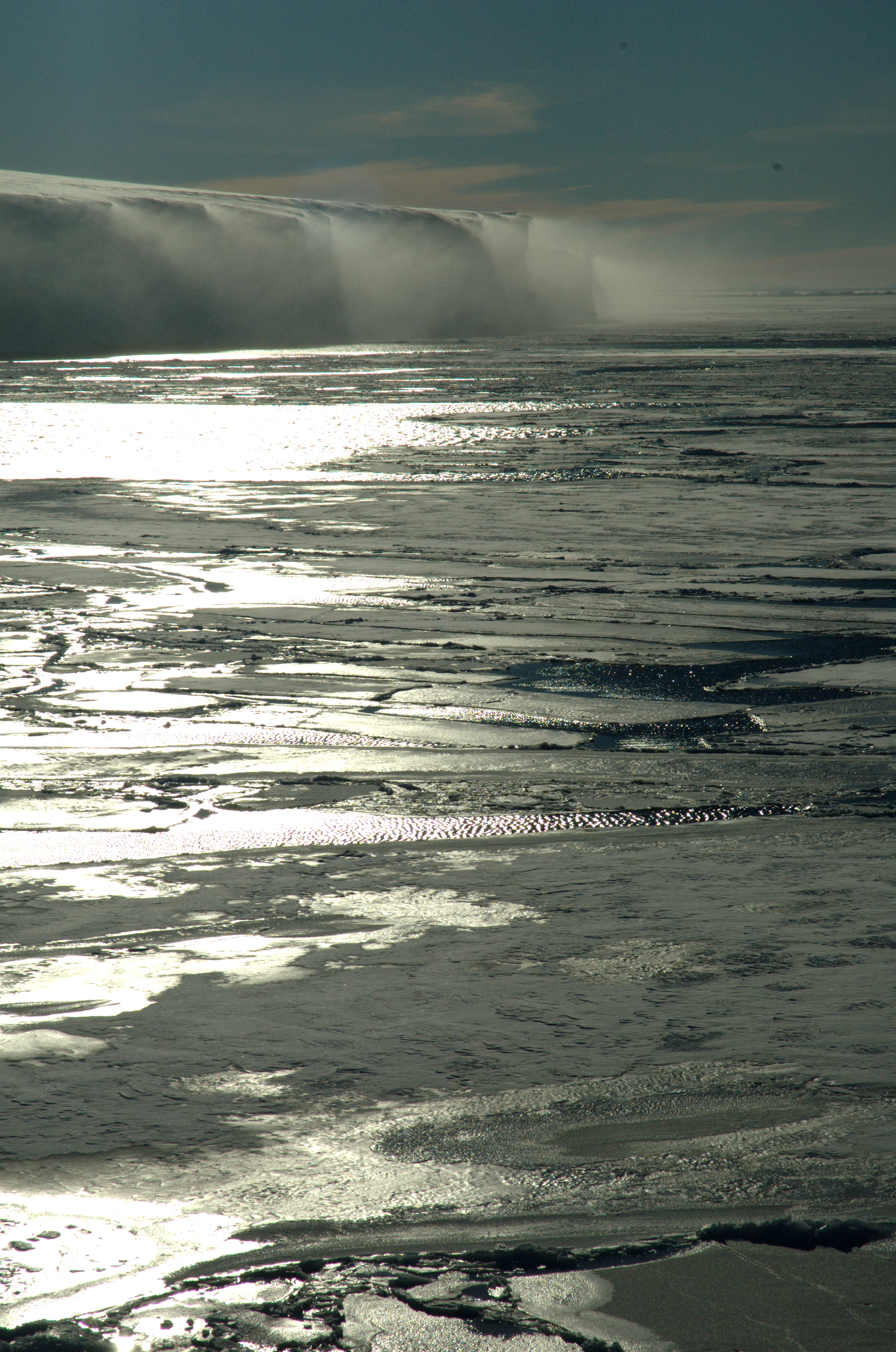
Vento catabatico che soffia da una piattaforma di ghiaccio.

La polinia (anche polynya) è un'area di acqua marina libera dai ghiacci e circondata dalla banchisa.
La parola è un prestito linguistico dal russo полынья (polyn'ja) (pəlɨˈnʲja) che si riferisce a una apertura naturale nel ghiaccio e fu adottata nel XIX secolo dagli esploratori polari per descrivere porzioni navigabili del mare.
Nei decenni recenti alcune polinie, come la polinia del mare di Weddel, riuscirono a rimanere libere dai ghiacci per alcuni anni consecutivi (1974-1976).

## Formazione
Le polinie si formano attraverso due processi principali:
- Polinia da calore sensibile: si forma tipicamente quando la risalita di acqua più calda dalle profondità mantiene la temperatura superficiale dell'acqua al di sopra del punto di congelamento. Questo riduce la formazione di ghiaccio o ne impedisce del tutto la formazione.
- Polinia da calore latente: si forma per azione del vento catabatico o della corrente oceanica che rimuovono il ghiaccio da un'area permanente, come la linea di costa, la banchisa costiera o un ponte di ghiaccio. La polinia si forma inizialmente quando lo strato ghiaccio del pack del primo anno viene rimosso dalla costa, lasciando dietro di sé un'area di acqua libera all'interno della quale può formarsi del nuovo ghiaccio. Se anche questo strato viene rimosso dal vento e va ad ammassarsi con il pack precedente, l'area di acqua libera dal ghiaccio compresa tra la linea di costa e il pack, viene chiamata polinia da calore latente.

Le polinie da calore latente sono regioni di grande produzione di ghiaccio e di conseguenza possibili zone di produzione di acqua più densa in entrambe le regioni polari. L'elevato tasso di produzione di ghiaccio di queste polinie produce un rilascio di acqua fortemente salmastra che tende a sprofondare e mescolarsi per formare nuove masse d'acqua. Non è chiaro se le polinie dell'Artico siano in grado di generare abbastanza acqua densa da formare la porzione più rilevante della quantità di acqua densa necessaria a innescare la circolazione termoalina.

## Ecologia
Alcune polinie, come la Polinia North Water tra Canada e Groenlandia, si formano sistematicamente ogni anno nello stesso posto. Poiché gli animali sono in grado di adattare le loro strategie di vita a questa regolarità, le polinie stagionali rivestono una particolare importanza ecologica. Mammiferi marini come il tricheco, il narvalo e il beluga che non migrano verso sud, tendono a trascorrere l'inverno in queste acque. In primavera, l'assenza di ghiaccio o la presenza soltanto di uno strato sottile, permette il passaggio della luce che innesca la precoce fioritura di microalghe che sono alla base della catena alimentare marina. Le polinie pertanto fungono anche da zone di produzione degli erbivori planctonici che assicurano il trasferimento dell'energia solare fissata dal plancton e dalle microalghe al merluzzo artico, alle foche, balene e orsi polari. L'orso polare è in grado di nuotare anche per 65 km attraverso le acque delle grandi polinie.
La presenza di polinie nel Canale McMurdo, nell'Antartide, fornisce aree libere dai ghiacci dove i pinguini possono alimentarsi; questo aspetto è particolarmente rilevante per la colonia di pinguini di Capo Royds.